# José da Costa Ximenes
José da Costa Ximenes é um jurista timorense, membro do Ministério Público e o atual Procurador-Geral da República.

## Biografia
Em 1999 formou-se em direito na Universidade Gadjah Mada, em Yogyakarta, na Indonésia, participou, entre 2004 e 2007, do treinamento de procuradores e defensores públicos no Centro de Formação Jurídica de Díli e até junho de 2009 foi  promotor nos distritos de Baucau e Cova Lima; de julho de 2011 no distrito de Dili.

### Procurador-Geral da República
Em 11 de abril de 2013 foi nomeado para exercer as funções do cargo de Procurador-Geral da República e a cerimônia de posse realizada em 15 de abril no Palácio Presidencial Nicolau Lobato e em  em 28 de Abril de 2017 foi renomeado para mais quatro anos.

### Condecorações
Em 2017 foi condecorado com o Colar da Ordem de Timor-Leste e no decreto presidencial que oficializa a condecoração estampa os dizeres: "pela excelência do seu desempenho profissional e pelas extraordinárias qualidades e competências pessoais".